# Miquel Torra i Monsó
Miquel Torra i Monsó (Barcelona, 22 d'agost de 1925 - Madrid, 18 de maig de 2014) fou un futbolista català de les dècades de 1940 i 1950.

## Trajectòria
Va néixer al barri barceloní del Poble Sec. Era un jugador polivalent que jugava per la banda dreta, com a lateral o extrem, així com d'interior. Començà a jugar el Club Atlètic Hostafrancs el 1939. Dos anys més tard ingressà al futbol base del FC Barcelona. L'any 1943 ingressà a l'equip d'Aficionats, on hi romangué fins al 1946, compaginant la darrera temporada al filial blaugrana, la SD Espanya Industrial. Debutà oficialment amb el primer equip el 13 d'octubre de 1946, en un Barça - València celebrat a Les Corts (2-1). Jugà al Barça fins a la temporada 1951-52, però mai fou titular indiscutible. Va viure la seva millor etapa al Barça de les Cinc Copes durant la temporada 1951-52. Només disputà vuit partits de Lliga (un gol), un de Copa (la final de consolació de 1949, contra l'Espanyol), un de la Copa Llatina (la semifinal de 1949, contra l'Stade de Reims) i dos de la Copa Eva Duarte. En total, 12 partits oficials. No obstant, el seu palmarès és molt brillant, amb tres lligues, dues copes i dues copes llatines. El maig de 1953 fitxà per l'Hèrcules CF i acabà la seva carrera la temporada següent al Club Puebla mexicà, dirigit per Isidro Lángara, on fou subcampió mexicà, i al CE Manresa.

## Palmarès
- Lliga espanyola:
  - 1947-48, 1948-49, 1951-52
- Copa espanyola:
  - 1950-51, 1951-52
- Copa Llatina:
  - 1948-49, 1951-52
- Copa Eva Duarte:
  - 1948-49